# Musse Piggs brandkår
Musse Piggs brandkår (även Musse Pigg som brandman) (engelska: Mickey's Fire Brigade) är en amerikansk animerad kortfilm med Musse Pigg från 1935.

## Handling
Musse Pigg, Kalle Anka och Långben är på väg till ett brinnande hus i försök att släcka elden. Samtidigt sitter Klarabella uppe i badrummet och badar omedveten om branden, men Musse, Kalle och Långben lyckas dock rädda henne.

## Om filmen
Filmen är den 77:de Musse Pigg-kortfilmen som producerades och den sjätte som lanserades år 1935.
Filmen hade svensk premiär den 6 april 1936 på biografen Spegeln i Stockholm.

## Rollista
- Walt Disney – Musse Pigg
- Clarence Nash – Kalle Anka
- Pinto Colvig – Långben
- Elvia Allman – Klarabella[5]